# Galàxia del Compàs
La Galàxia del Compàs (ESO 97-G13) és una Galàxia Seyfert a la constel·lació del Compàs. S'hi troba només 4 graus per sota del pla galàctic, i a una distància de 13 milions d'anys llum. La galàxia està patint canvis traumàtics i està expulsant anells de gas. L'anell més llunyà es troba a uns 700 anys llum de la galàxia i l'interior a uns 130 anys llum. La galàxia del compàs pot ser vista fent ús d'un telescopi petit. Tanmateix, això no va ser fins als anys 80, ja que estava ocultat per material de la Via Làctia. És una galàxia Seyfert de tipus II i la galàxia activa més propera a la Via Làctia.